# Južni amami-okinavski jezici
Južni amami-okinavski jezici, jedna od dviju podskupina amami-okinavskih jezika, šire rjukjuanske skupine, koji se govore na otoku Okinawa u Japanu. Podskupina obuhvaća četiri jezika, to su: kunigami [xug], 5.000 (2004); centralni okinavski ili luchu [ryu], 984.000 (2000); oki-no-erabu [okn], 3.200 (2004); Yoron [yox], 950 (2004).
Zajedno sa sjevernim amami-okinavskim jezicima čini amami-okinavsku skupinu

## Vanjske poveznice
- Ethnologue (14th)
- Ethnologue (15h)